# V352 Возничего
V352 Возничего (лат. V352 Aurigae), HD 50420 — двойная звезда в созвездии Возничего на расстоянии приблизительно 972 световых лет (около 298 парсеков) от Солнца. Видимая звёздная величина звезды — от +6,18m до +6,13m.

## Характеристики
Первый компонент — белый гигант или субгигант, пульсирующая переменная звезда типа Дельты Щита (DSCTC) спектрального класса F1IV, или F0, или A9III. Масса — около 3,496 солнечных, радиус — около 12,86 солнечных, светимость — около 242,169 солнечных. Эффективная температура — около 7265 K.
Второй компонент — коричневый карлик. Масса — около 31,3 юпитерианских. Удалён на 2,27 а.е..